# 共有
共有（英語：concurrent estate）或称共同所有权，相對於單獨所有而言，意指數人共同享有一物之所有權，此數人稱為共有人，該物稱為共有物。若共有人所共有者為權利等無體財產權（例如債權）時，則為準共有。共有按形態又可分為分別共有和公同共有兩種，日耳曼法上尚有村落共同體之共有型態稱為總有，不過現已不存於法律規定之中。原則上，單獨所有物之所有權為較單純且不易生紛爭之所有型態，因此共有關係並不被樂見其長久存續，而各國法律之規定也多傾向儘可能消滅共有關係，使物回復單獨所有之型態。

## 分別共有
分別共有是共有的基本型態，大多數的共有關係均屬分別共有，是指數人就其應有部分（俗稱持分，是分別共有的基礎）對一物共同享有所有權。分別共有是羅馬法的共有型態，其特色在於將完整的所有權分割為應有部分而分屬數人所有，因此應有部分即是「部分的所有權」，與完整所有權只有量的區別，而本質上並無不同。所以共有人自得將自己所有之應有部分任意處分、讓與他人。

## 公同共有
公同共有（又稱合有）是指依法律規定（例如繼承）、契約（例如合夥）或習慣（例如祭祀公業），有一定公同關係之人，基於此關係而共同享有一物之所有權。公同共有的基礎是公同關係，例如繼承關係、合夥關係或祭祀公業派下關係，也因此公同共有並無應有部分的概念，不過由於各共有人在公同關係中仍然有一定持有的比例，例如繼承的應繼分、合夥的股份或祭祀公業的派下房份（或稱派下權、鬮分），因此仍有潛在的應有部分（實務上也稱為公同共有權）。